# 1236

## Esdeveniments
- Conveni de Tàrrega.[1]
- Còrdova és reconquerida i lidera activitats antimusulmanes.[2]
- Els mongols ocupen Corea i Geòrgia.[3]
- Al Concili de Tours es dicten penes contra els cristians que matin o robin els jueus.[4]